# GJ-10
La GJ-10 est un boulevard urbain qui permet de desservir toutes les zones intérieures de la ville de Gijón.
Elle sera le périphérique intérieur de la ville.

## Tracé
- Elle va débuter à l'est de la ville sur l'Avenida del Llano.
- Elle dessert la zone intérieure de la ville pour croiser dans un premier temps l'AS-2 puis la GJ-81 avant de continuer jusqu'au Port de Gijon.

## Sorties
| Numéro de la sortie | Nom de la sortie                                                                          | Bifurcation |
| ------------------- | ----------------------------------------------------------------------------------------- | ----------- |
|                     | Gijón est - Gijon-Avenida del Llano Santander - Bilbao A-8 Mieres - Leon AP-66            |             |
|                     | Gijon-Avenida de Schultz                                                                  |             |
|                     | Gijón centre - Gijón - Avenida de la Constitucion Zones Industrielles Roses Prceyo Oviedo | AS-2        |
|                     | Gijón centre - Gijón - Calle de Sanz Crespo Oviedo - Mieres A-66 Aviles - La Corogne A-8  | GJ-81       |
|                     | Zone Industrielle Mora Garay                                                              |             |
|                     | Zone Industrielle Bankunion - Ciudad del Camionero                                        |             |
|                     | Gijón ouest Gijón - Avenida de Galicia - Gijón - Avenida de la Argentina                  |             |
|                     | Port de Gijon Seulement pour les autorisées                                               |             |